# 多尼爾
多尼尔飞机制造公司（德語：Dornier Flugzeugwerke，或译道尼尔）是一家德国飞机公司，1914年由克劳德·多尼尔在腓特烈港创立。在其漫长的发展历程中，该公司在军机和民机领域均开发了大量机型。

## 历史

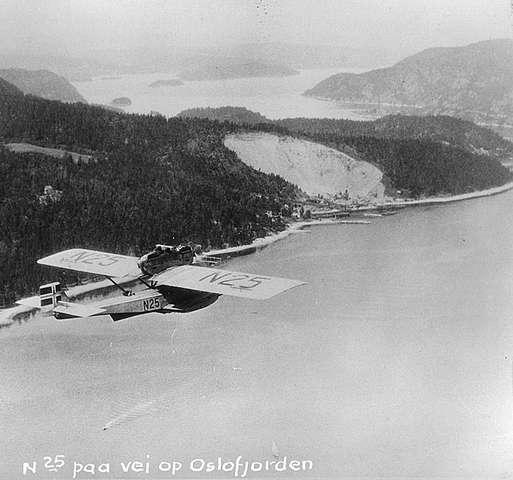
罗阿尔·阿蒙森首次尝试到达北极点时驾驶的是多尼尔“鲸鱼”。

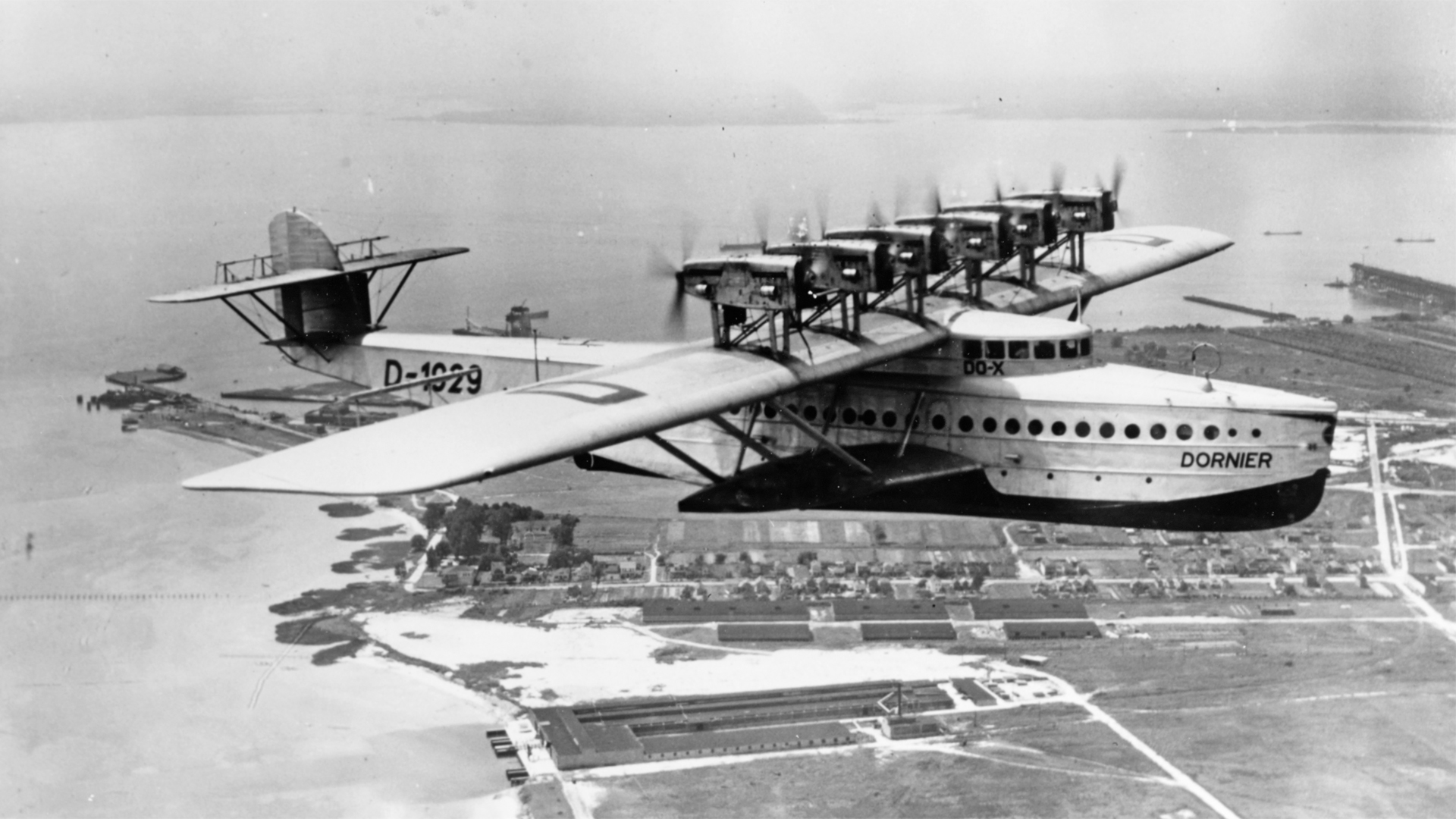
多尼尔Do X：当时最大、最重的飞机

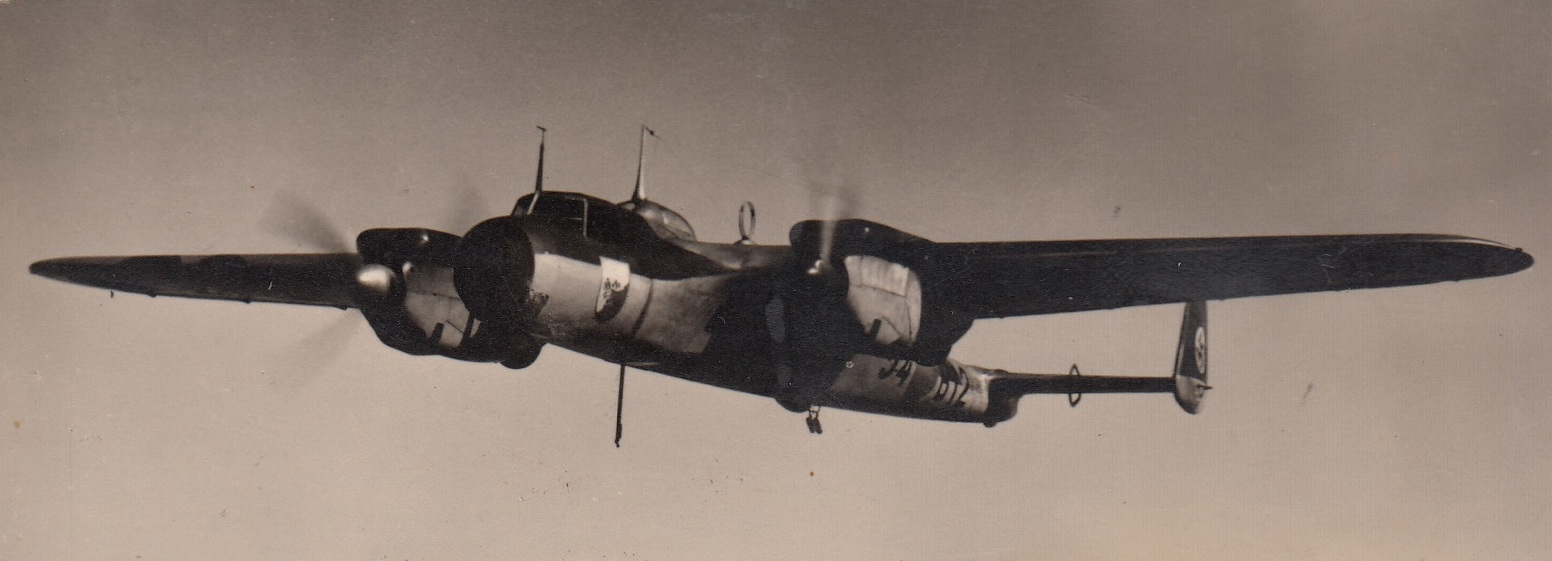
多尼尔Do 17 “飞行铅笔”轰炸机

1914年，凭借飞艇闻名于世的斐迪南·冯·齐柏林伯爵召见了其下属，年轻的工程师克劳德・多尼尔。伯爵意识到飞艇无法满足人们的所有需求，于是委托多尼尔研发大型全金属飞机，并为此在博登湖畔的腓特烈港成立了一家工厂。1918年德国战败时，多尼尔已被任命为齐柏林林道工厂的总经理，该工厂于1919年更名为多尼尔金属结构有限公司。1923年腓特烈港飞机制造厂破产时，多尼尔接管了其在魏恩加滕和瓦尔讷明德的生产设施，以及位于曼策尔的原齐柏林飞艇厂房。
在两次世界大战期间，多尼尔公司因其大型全金属水上飞机和客机而广为人知。多尼尔Do J“鲸鱼”执行了多次载入史册的长途飞行，而多尼尔Do X则创下了当时世界上最大、最重水上飞机的纪录。多尼尔在此期间也研发了多款成功的客机，如“彗星”和“水星”，它们在20世纪20年代和30年代初于汉莎航空和其他欧洲航空公司均有运营。由于《凡尔赛条约》对德国飞机制造商的限制，多尼尔在此期间大部分时间都在德国境外制造飞机：包括阿尔滕莱茵、瑞士（距离齐柏林的林道（博登湖）工厂12公里）。授权生产多尼尔产品的外国工厂包括意大利的CMASA和比亚乔、西班牙的CASA 、日本的川崎和荷兰的Aviolanda。纳粹政府上台后不再遵守《凡尔赛条约》的限制，多尼尔恢复了在德国的生产。

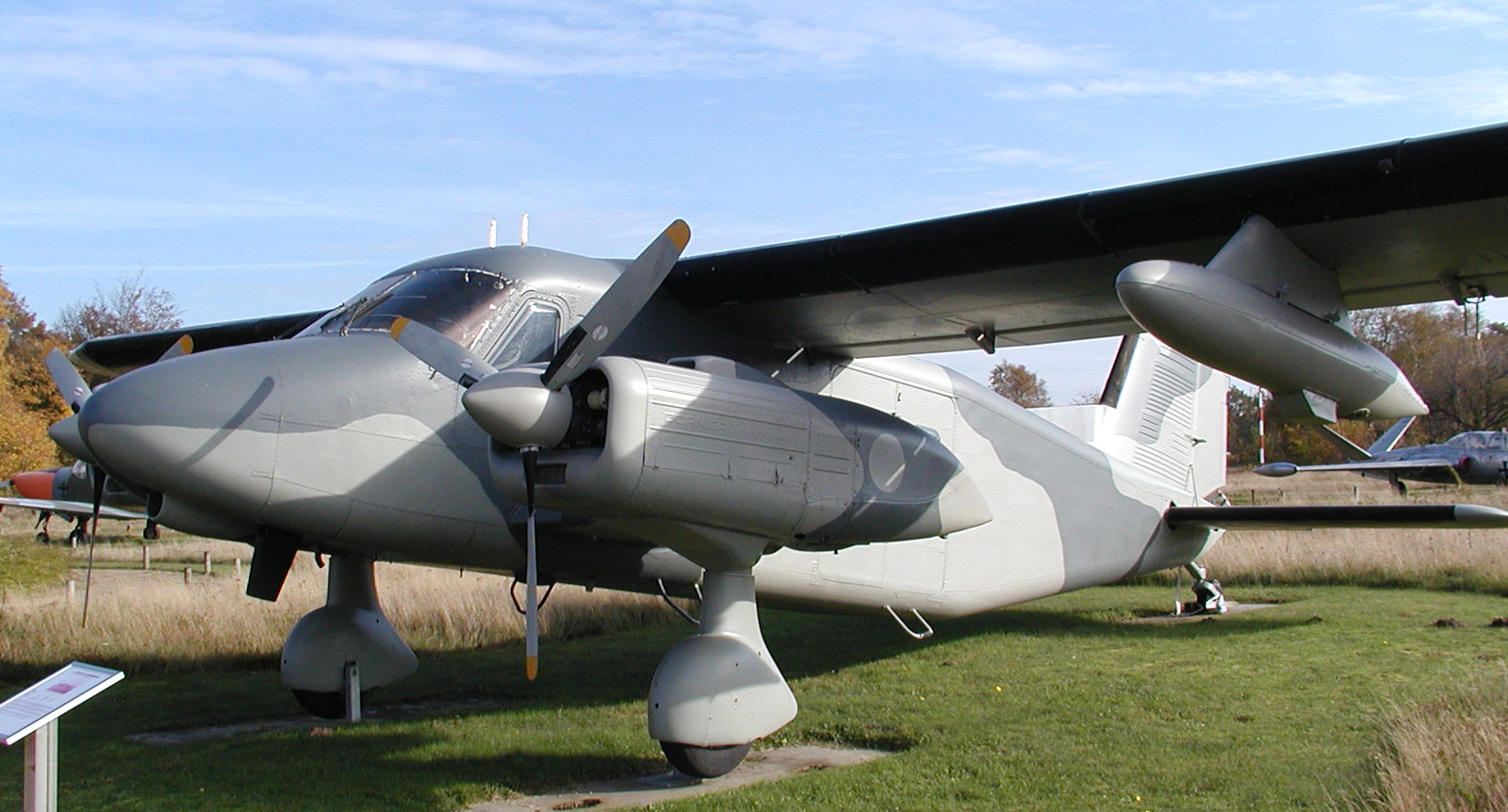
多尼尔 Do 28 D-2“天空仆人”

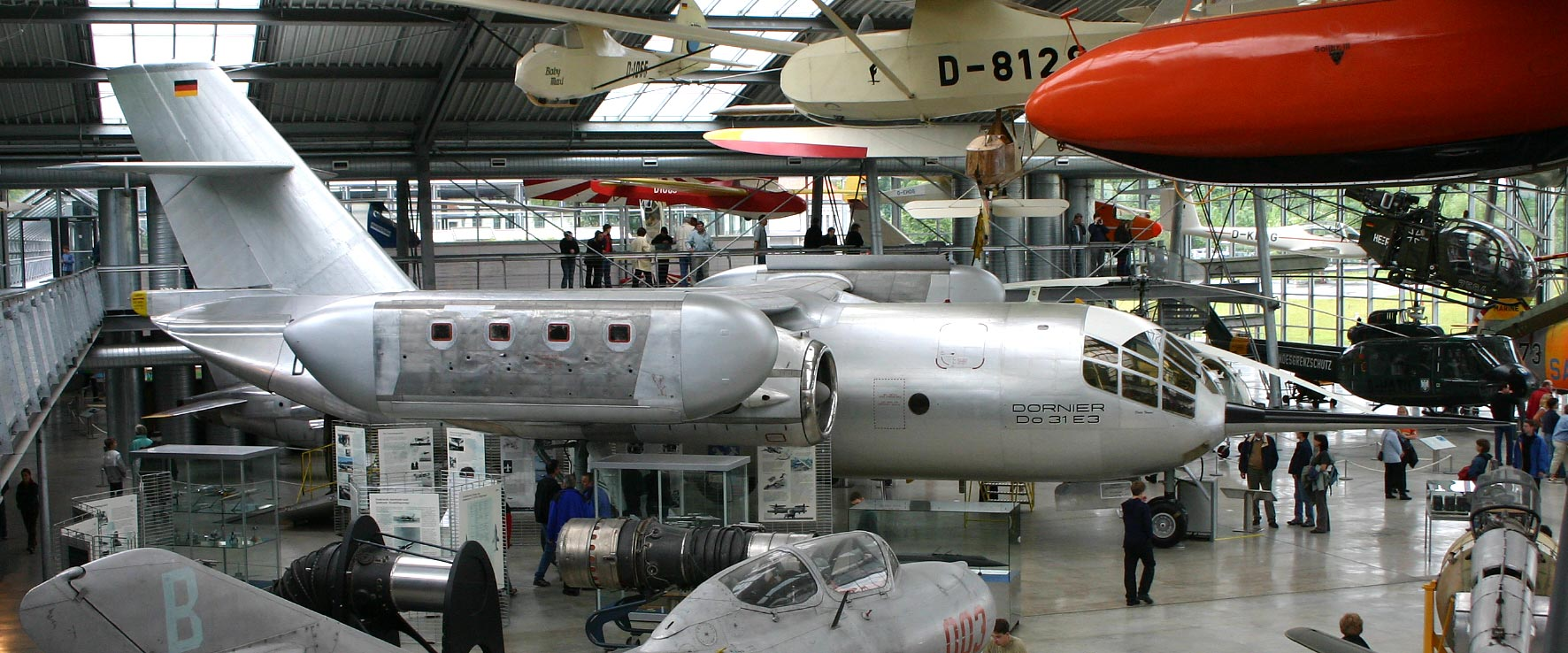
多尼尔Do 31

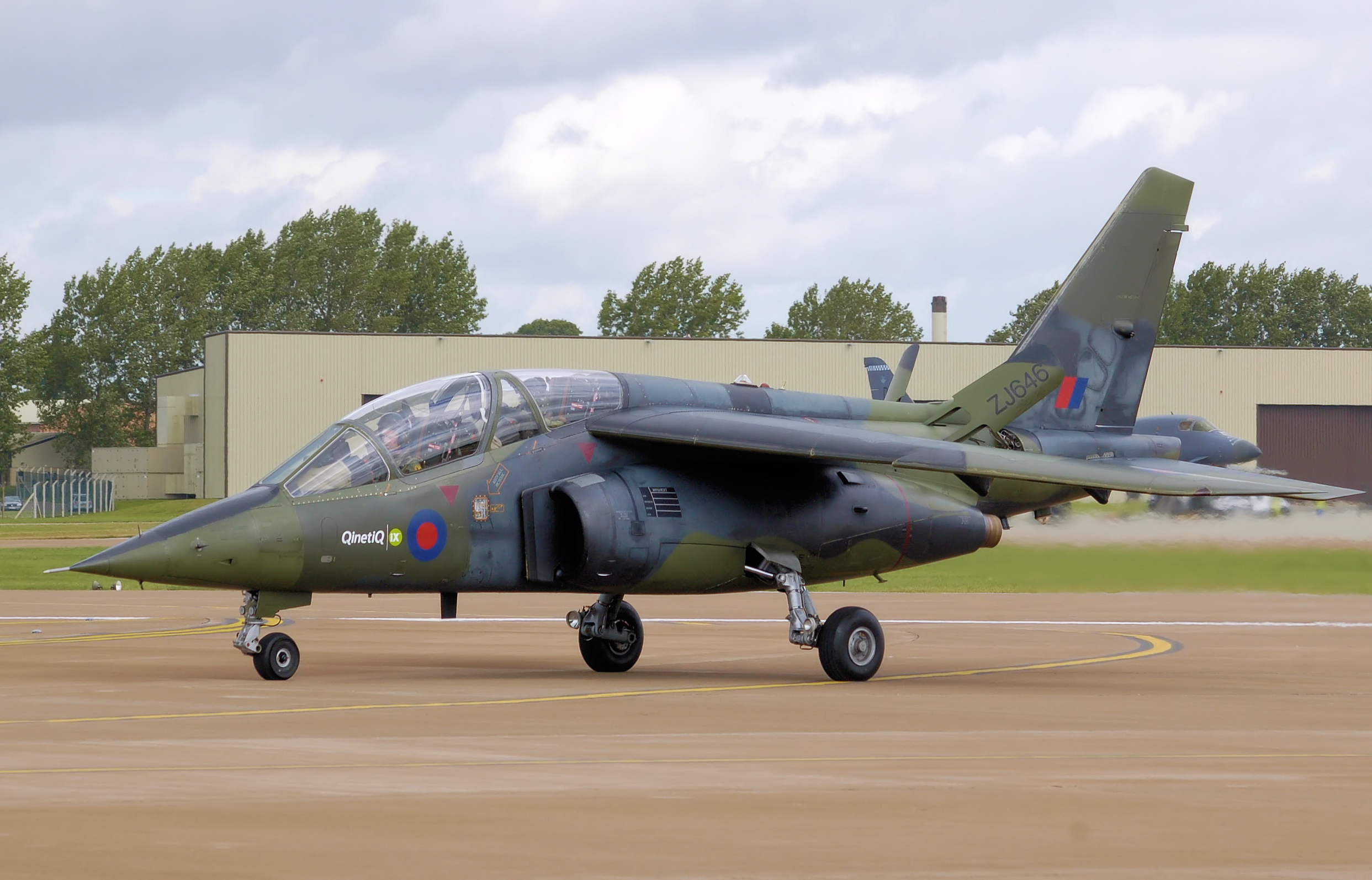
英国国防技术公司“QinetiQ”的达索-布雷盖/多尼尔阿尔法喷气飞机

Do J“鲸鱼”系列的成功促进了衍生产品和更先进的后继产品的开发，例如Do 18和Do 24，它们在第二次世界大战期间在德国空军等多支武装部队中服役。
多尼尔在二战前设计的最重要的军用飞机是Do 17，绰号“飞行铅笔”。它于1934年11月23日首飞，最初被设计为汉莎航空的邮政机，但由于机身细长（飞行铅笔因此得名）不具备商业可行性而被放弃。多尼尔随后将其进一步发展为军用飞机。第一架作为轰炸机的原型机于1935年首飞。1937年西班牙内战期间在德国秃鹰军团服役。德国随后继续生产Do 17并发展了多个子型号。作为一款中型轰炸机，它在二战初期投入服役，尤其活跃于不列颠空战期间。后来，它被改装为夜间战斗机，以对抗英国皇家空军的轰炸机攻势。多尼尔以Do 17为基础，研发出了外观相似的Do 217轰炸机，但其体型更大且各方面设计均有显著提高。多尼尔还研制出了战时速度最快的活塞战斗机——双引擎的Do 335，但因问世太晚而未能投入实战。
二战后，德国被再次禁止进行飞机生产，多尼尔公司迁至西班牙，随后迁至瑞士，从事航空咨询服务，直至1954年返回德国。战后，多尼尔凭借短距起降多用途飞机Do 27和Do 28的成功，重新确立其地位。Do 27是二战后德国第一款批量生产的飞机。1974年，多尼尔与法国飞机制造商达索-布雷盖合资研发阿尔法喷气教练机。
1983年，印度斯坦航空有限公司（HAL）获得多尼爾228的生产许可，并开始为亚洲市场生产该型飞机。截至2013年，HAL共生产了117架多尼尔228，并计划在2013-14年再生产20架。在此期间，普什平达·辛格·乔普拉担任多尼尔在印度的代理商。
1985年，多尼尔加入戴姆勒-奔驰集团，其航空领域的资产与母公司整合。在这一交易中，林道尔·多尼尔有限公司被剥离出来，成立了一家独立的家族企业，专注于纺织机械的设计与制造。
1996年，费尔柴尔德飞机公司收购了多尼尔飞机公司的大部分股份，成立了费尔柴尔德-多尼尔公司。该公司于2002年初破产。其328型喷气式飞机的生产业务被美国公司AvCraft收购。多尼尔228的生产业务被瑞士制造商RUAG接管，后者于2020年将其出售给通用原子。
医疗技术部门被出售给一家投资公司，现更名为多尼尔医疗科技。多尼尔医疗科技生产医疗设备，例如用于治疗腎結石的Dornier S碎石机等。该公司还生产适用于多种应用场景的激光设备。

### 多尼尔水上飞机公司
多尼尔家族拥有一家水上飞机公司，及一个项目——多尼尔“海星”。这是一款以涡轮螺旋桨为动力的水陆两栖飞机，主要采用复合材料制造。该机型最初由小克劳迪乌斯・多尼尔研发，后来其子康拉多创立多尼尔海翼公司（Dornier Seawings）继续推进该项目。2013年11月，该公司与无锡市交通产业集团有限公司、无锡产业发展集团有限公司合资成立道尼尔海翼有限公司（简称“DS China”，原名：海翼飞机（江苏）有限公司），继续推进海星水陆两用飞机的生产。

### 多尼尔技术公司
克劳德的孙子愛倫·多尼尔于1996年成立了多尼尔技术公司（Dornier Technologie），主要生产多尼尔S-Ray 007双座水陆两栖飞机。该机于2007年7月14日在腓特烈港机场首飞。

## 多尼尔暗弱天体相机

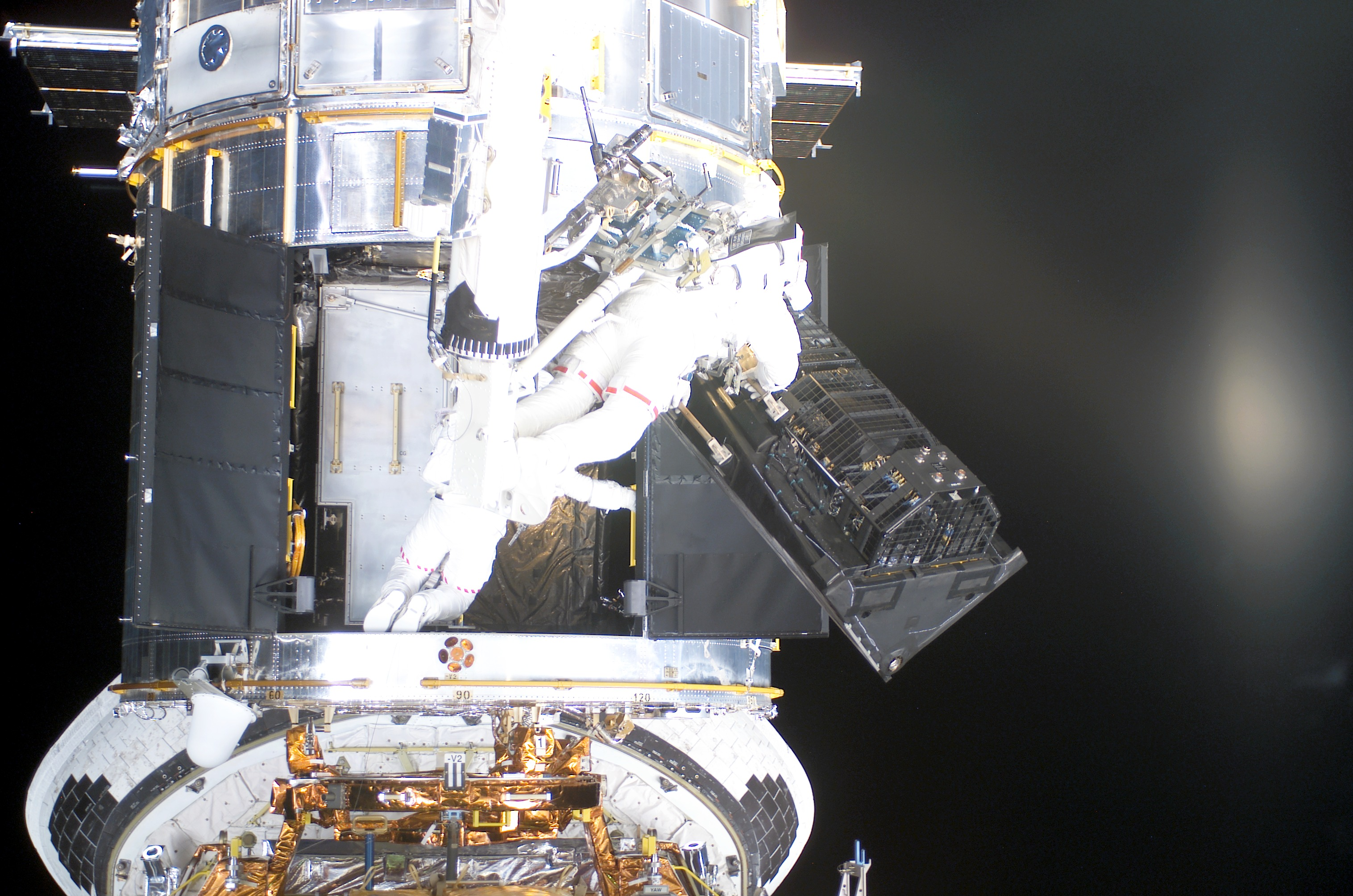
执行STS-109号航天飞机任务的NASA宇航员在舱外活动期间移除FOC

多尼尔股份有限公司为哈伯太空望遠鏡制造了暗天體照相機（FOC），该相机于1990年至2002年间投入使用。该装置由资助，由两个完整独立的相机系统组成，旨在提供超过0.05角秒的极高分辨率。该相机用于观测波长在115至650纳米范围内的极微弱紫外线。它是哈勃望远镜上最后一个原始仪器，2002年被先進巡天照相機取代。

## 无人机项目
20世纪80年代曾研发反雷达无人机。 